# Trichosteleum longisetulum
Trichosteleum longisetulum là một loài rêu trong họ Sematophyllaceae. Loài này được M. Fleisch. mô tả khoa học đầu tiên năm 1923.